# Фотодрук

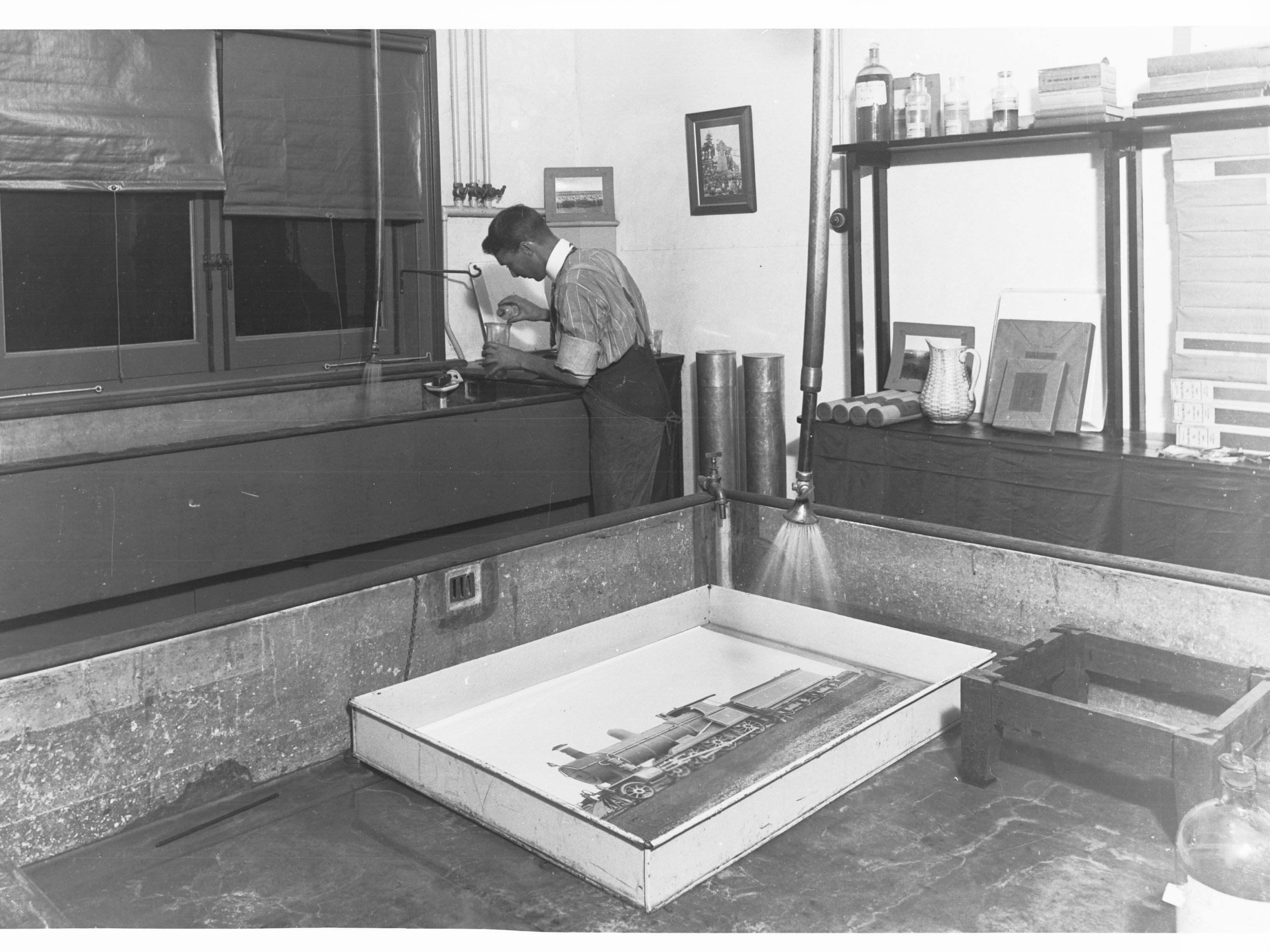
Процес роботи в фотолабораторії

Фотодрук — процес створення зображення на папері за допомогою хімічно чутливого паперу. Папір експонується на фотонегатив, позитивну прозору плівку (або слайд) або файл цифрового зображення, який проектується за допомогою фотозбільшувача або цифрового експонатора. Крім того, негатив або прозору плівку можна розмістити на папері та безпосередньо експонувати, створюючи контактний відбиток. Цифрові фотографії зазвичай друкують на звичайному папері, наприклад, на кольоровому принтері, але це не вважається фотодруком.

## Історія
Першу технологію фотодруку на папері реалізовано Вільямом Генрі Фокс Талботом. Свої перші успішні фотознімки він зробив у 1835 році, використовуючи папір, сенсибілізований хлористим сріблом, який темнішав пропорційно до експозиції на світлі. Талбот винайшов процес створення достатньо світлостійких і постійних фотографій, який вперше став доступним для громадськості, однак він не був ані першим винайденим процесом, ані першим, про який було публічно оголошено. Невдовзі після того, як на початку січня 1839 року Луї Дагер оголосив про винайдення дагеротипії, Толбот без подробиць заявив про пріоритет винаходу на основі експериментів, які він розпочав на початку 1834 року.

## Чорно-білий друк
Традиційний друк зазвичай розділяють на кілька етапів:
- Експонування — негатив або слайд із зображенням поміщають у збільшувач і проектують на світлочутливий чорно-білий фотопапір. Час експонування визначає загальну яскравість відбитка.
- Проявлення — експонований папір занурюється в розчин хімічного проявника, який утворює темні ділянки зображення.
- Стоп ванна — знімок ненадовго занурюють у стоп-ванну, щоб зупинити процес проявлення.
- Фіксування — знімок поміщають у розчин фіксажу, який розчиняє неекспоновані кристали галоїдного срібла, роблячи зображення постійним і стійким до світла.
- Миття — відбиток ретельно промивається, щоб видалити всі сліди хімічних речовин.
- Сушка — знімок розвішують або розкладають для повного висихання.

Відбитки можна тонувати хімічним способом або фарбувати вручну після обробки.

## Друк на кольоровому папері
Фотодрук на кольоровому папері вимагає спеціальної хімічної обробки запатентованими хімікатами. Сучасні процеси називаються RA-4, який призначений для друку кольорових негативів, і Ilfochrome для кольорових прозорих плівок.
- Кольорові негативи друкуються на папері RA-4. По суті, це те ж саме, що й кольорові негативні плівки, оскільки вони складаються з трьох шарів емульсії, кожен з яких чутливий до червоного, зеленого та синього світла. Після обробки кольорові з'єднувачі утворюють блакитний, пурпуровий і жовтий барвники, що створюють справжні кольори об'єкта. Послідовність обробки дуже схожа на процес C-41[3].
- Папір Ilfochrome використовує процес руйнування барвника для отримання відбитків із позитивної прозорої плівки. Кольорові барвники вводяться в папір і відбілюються під час обробки[4] .